# Unió Európáért
Az Unió Európáért (angolul: Union for Europe, franciául: Union pour l'Europe) egy konzervatív politikai csoport volt az Európai Parlamentben 1995 és 1999 között. Két képviselőcsoport, az Európai Demokrata Szövetség és a Forza Europa egyesüléséből jött létre. Tagja volt a Silvio Berlusconi vezette olasz Forza Italia, a francia Főleg a francia Tömörülés a Köztársaságért (RPR), az ír Fianna Fáil (FI), a portugál Demokratikus és Szociális Centrum – Néppárt és a görög Politikai Tavasz.
Az 1999-es európai parlamenti választásokat követően átnevezték és az Unió a Nemzetek Európájáért lett a képviselőcsoport új elnevezése. A FI és az RPR kivált és csatlakozott az Európai Néppárt frakciójához. 

## Tagok

### 4. Európai Parlament (1995–1999)
| Ország        | Párt                                        | Képviselők száma |
| ------------- | ------------------------------------------- | ---------------- |
| Olaszország   | Forza Italia                                | 25 / 87          |
| Franciaország | Tömörülés a Köztársaságért                  | 14 / 87          |
| Írország      | Fianna Fáil                                 | 7 / 15           |
| Portugália    | Demokratikus és Szociális Centrum – Néppárt | 3 / 25           |
| Görögország   | Politikai Tavasz                            | 2 / 25           |
| Európai Unió  | Összesen                                    | 51 / 567         |